# Куиб (Прахова)
Куиб (рум. Cuib) насеље је у Румунији у округу Прахова у општини Горнет. Oпштина се налази на надморској висини од 302 m.

## Становништво
Према подацима из 2002. године у насељу је живело 332 становника, од којих су сви румунске националности.